# 戦艦大和のカレイライス
『戦艦大和のカレイライス』は、2014年11月5日の22:00 - 22:59に、NHK広島放送局製作の広島発地域ドラマとして、NHK BSプレミアムにて放送された日本のテレビドラマ。

## ストーリー
広島県呉市のミニコミ誌編集部員・呉羽沙織は編集長からの命令で「海軍グルメフェスタ」に編集部代表として参加することとなった。渋々プロジェクトに参加する沙織の前に現れたのは屋台通りで出会った料理人・長二。彼の作るカレーライスは「戦艦大和のカレーそっくり」と評判を呼んでいた。沙織は長二のカレーをフェスタに出品させようとするがその申し出を頑なに拒否する。話を聞けば、長二は実際の大和で炊事を担当しており、坊ノ岬沖海戦で大和が沈んだ後に現世にタイムスリップしてきたのだという。

## キャスト
呉羽沙織
演 - 秋元才加
24歳。主人公でミニコミ誌「KURE:YON」編集部員。広島市生まれで、一度はモデルを目指して上京するも挫折し、地元に戻って呉で就職する。編集部では失敗ばかりしている。
長二
演 - 三浦貴大
推定28歳。屋台通りのカレー屋台で働く料理人。元々は戦艦大和の割烹手（炊事係）で、現世にタイムスリップしてきた。
宇根未来
演 - 安藤聖
沙織の親友で、呉市内のスタンド（スナック）勤務。
高戸一久
演 - 川野太郎
48歳。「KURE:YON」編集長で沙織の上司。
國久保満
演 - 大浜直樹
31歳。呉の商店街の若き店主で、「呉グルメ全国振興会」の幹事を務める。沙織に気がある。
沖田誠吾
演 - 神山繁（青年期：伊万里有）
88歳。未来の祖父。海軍兵学校74期。海兵卒業後、大和に配属されるが…。
長ニが働く店の店主
演 - 柿辰丸
編集長　高戸とはワイン友達。

## スタッフ
- 脚本 - 會川昇
- 音楽 - ゲイリー芦屋
- 演出 - 大橋守（NHK広島放送局）